# 이모겐 홀스트
이모겐 홀스트(Imogen Holst, CBE, 1907년 4월 12일 ~ 1984년 3월 9일)는 영국의 작곡가이자 편곡가, 지휘자이다.

## 생애
구스타브 홀스트의 외동딸로 태어났다. 홀스트의 절친인 랠프 본 윌리엄스에게 작곡을 배웠다.
1931년에 음악가로 활동을 시작했다. 그녀는 피아니스트가 되고 싶었지만 왼팔에 정맥염이 생겨서 포기해야만 했다.
1941년에서 1944년까지 왕립음악대학(RCM)에서 공부했다.
1952년에 벤저민 브리튼의 초대로 올드버러(Aldeburgh)에서 지내며 보조원으로 일했으며, 1956년부터 1977년까지 올드버러 음악 축제의 예술감독(artistic director)을 맡았다.
1964년에 알덴버그를 떠나서 콜린 매슈스(Colin Matthews)와 함께 아버지의 음악을 정리했다.
1970년에 왕립음악원(RAM)의 명예회원이 되었다.

## 주요 작품

### 관현악
- 소관현악을 위한 모데라토(1927)
- 페르세포네 서곡(1929)
- 마법의 참견(발레, 1930)
- 소관현악을 위한 모리스 모음곡(1932)
- 솔로몬의 노래(부수음악, 1934)
- 소관현악을 위한 에오센 모음곡(1939)
- 트리안논 모음곡(1965)
- 우드브리지 모음곡(1969)
- 데벤 달력(1977)

### 현악합주곡
- 모음곡 바장조(1927)
- 모음곡(1943)
- 햄프셔 민속 선율에 따르는 환상곡(1970)

### 협주곡
- 바이올린과 현을 위한 협주곡(1935)
- 오보에 협주곡(1944)
- 비올라와 관현악을 위한 조이스의 디베르티멘토(1976)
- 리코더와 현을 위한 협주곡(1984)

### 실내악
- 피아노 4중주를 위한 소나타 라단조 Op.1(1918)
- 비올라와 피아노를 위한 2중주 Op.3(1918)
- 오보에 5중주(1928)
- 현악 4중주를 위한 환상곡(1928)
- 목관 4중주를 위한 모음곡(1928)
- 무반주 비올라를 위한 모음곡(1930)
- 바이올린 소나타(1930)
- 비올라와 피아노를 위한 4개의 쉬운 소품(1935)
- 3개의 리코더를 위한 6개의 셰익스피어의 노래(1940)
- 리코더 3중주를 위한 오플리 모음곡(1941)
- 리코더 3중주를 위한 데딩턴 모음곡(1941)
- 플루트·비올라·바순을 위한 세레나데(1942)
- 독주 바이올린을 위한 주제와 변주(1943)
- 현악 3중주 1번(1944)
- 2대의 고음 리코더를 위한 2중주(1946)
- 현악 4중주 1번(1946)
- 현악 4중주 2번(1949)
- 현악 3중주 2번(1962)
- 금관 4중주를 위한 레이스톤 모음곡(1967)
- 비올라와 피아노를 위한 2중주(1968)
- 현악 5중주(1982)
- 리코더 6중주(1984)
- 바이올린과 첼로를 위한 2중주(1984)

### 피아노
- 주제와 변주(1926)
- 5개의 짧은 소품(1934)
- 6개의 핀란드 그림(1934)
- 아이들을 위한 12개의 노래(1937)
- 전주곡과 춤곡(1939)

### 가곡
- 3개의 노래(1925)
- 날씨들(1926)
- 5개의 노래(1944)
- 4개의 노래(1944)

### 합창
- 에섹스 광시곡(1925)
- 미사 가단조(1927)
- 니코데모(부수음악, 1937)
- 3개의 시편(1943)
- 칸타타 태양의 여행(1965)

### 오페라
- 젊은 베이찬(1945)
- 베네딕트와 베아트리체(1951)

## 서훈
- 1975년 대영 제국 훈장 3등급(CBE) 수훈[1]